# Западная Канада

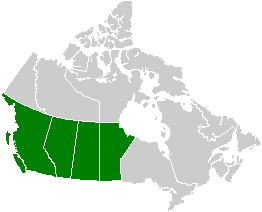
Провинции Канадского Запада

За́падная Кана́да (Кана́дский За́пад, англ. Western Canada) — один из крупнейших экономико-географических регионов внутри Канады, включающий в себя четыре провинции, расположенные к западу от Онтарио (в скобках — дата образования провинции и её население):
- Британская Колумбия (20 июля 1871) (4,1 млн человек)
- Альберта (1 сентября 1905) (3,3 млн)
- Саскачеван (1 сентября 1905) (1,0 млн)
- Манитоба (15 июля 1870) (1,1 млн)

Три последних провинции известны под коллективным названием «Прерии или АЛЬСАМА».
В отличие от Восточной Канады, западные и центральные регионы страны отличаются более молодой историей, сильным влиянием соседних регионов США, меньшей численностью и плотностью населения, более консервативными и американизированными взглядами на различные ценности, почти полным отсутствием французского языка и неоднозначным отношением к франко-английскому двуязычию. Природные комплексы, а также жизнь и быт населения региона во многом схож с Сибирью и Дальним Востоком. Экономика региона также базируется на освоении богатых природных ресурсов края, сходных с сибирскими: нефть Альберты, лесное и морское хозяйство.

## Состав
Хотя традиционно канадцы включают в определение Канадского Запада провинцию Британская Колумбия, жители этой провинции имеют склонность отличаться от трёх других западных провинций и считают, что их провинция образует особую географическую область, обычно называемую западным берегом или тихоокеанским побережьем. Определение Канадского Запада может также принимать во внимание Тихоокеанский часовой пояс.
Британская Колумбия во многих отношениях отличается от провинций прерий, особенно в том, что касается географии и климата. Наличие Скалистых гор исторически изолировало Британскую Колумбию, что привело к развитию слегка отличной культуры и поведения в этой провинции. Прибрежная область иногда отделяется и называется «Тихоокеанская Канада», учитывая её отличный климат и сильные культурные различия, особенно так называемые более «передовые» политические тенденции, как например движение в защиту окружающей среды.
Другая проблема в определении Канадского Запада касается Манитобы. На самом деле, некоторые в двух самых западных провинциях (Британской Колумбии и Альберте) не считают, что Манитоба является составной частью этой области, потому что географически Манитоба находится в центре Канады. Манитобцы, напротив, считают себя западноканадцами. Впрочем, экономика и история провинции скорее отражают экономику и историю её западных соседей, чем Онтарио и Квебека, которые вместе являются Канадским Центром. Это спорное определение может также различаться у англо- и франкоязычных; франкоязычные находятся в большинстве своём в восточных провинциях и считают Западом всё, что находится к западу от так называемых «франкоканадских» провинций. Это может быть также связано с колонизацией, так как провинции к западу от Онтарио были открыты в последнюю очередь.

## История
Первые европейцы (русские) появились в регионе довольно поздно в середине XVIII века. Русские впервые исследовали побережье Тихого океана, и затем включили его в состав так называемой Русской Америки. Но заселён регион был гораздо позднее (в XVIII—XX веках) и европейские поселенцы прибывали в основном с востока. Конец 18 — начало 19 столетия стали периодом формирования канадских метисов на основе франкоязычных первопроходцев из Квебека и местных индейских женщин племён кри и оджибва. Процесс формирования франкоязычного населения был прерван во второй половине XIX века, когда Западная Канада была охвачена кровавыми восстаниями (Восстание у Красной реки) франкоканадских метисов против усиливающегося давления со стороны новой волны белых колонизаторов британского происхождения. После подавления мятежей, большая часть франкоязычного населения была уничтожена. Небольшие неассимилированные группы франкофонов сохраняются только в Манитобе (Сен-Бонифас (Манитоба)). Период примирения сторон и увеличения численности индейцев и метисов начался лишь во второй половине XX века.
В 1872 Закон о федеральных землях выделяет для колонизации около 198 миллионов акров (80 миллионов гектаров) земель на Канадском Западе. Он предусматривает систематическую и упорядоченную колонизацию Канадского Запада. Закон требует, прежде всего, чтобы участки межевались и указывались на карте, которая должна храниться в земельной книге местности. Для удовлетворения этого требования правительство разделяет территорию, как громадную шахматную доску, примерно на 1,25 миллиона участков.
Когда три провинции прерий вступают в Канадскую конфедерацию (Манитоба в 1870, Альберта и Саскачеван в 1905), им не оставляют права контроля над своими природными ресурсами — однако другим провинциям это право предоставлено на основании Акта о Британской Северной Америке. Федеральное правительство хочет сохранить этот контроль для обеспечения быстрой интеграции Запада в канадскую экономику. Этот неравноправный подход вызывает недовольство на Канадском Западе, где правительство упрекают в продвижении государственных приоритетов в ущерб провинциальным. В 1930 законы, касающиеся перемещения природных ресурсов признают, в конце концов, это нарушение равновесия и уступают провинциям Прерий компетенцию на земли короны и природные ресурсы внутри их границ.

## Население
В регионе проживает 10 миллионов человек или порядка 30 % населения Канады. Большая часть населения — порядка 80 % имеет европейское происхождения. В ряде провинции (особенно в Саскачеване) высока доля индейцев, в Британской Колумбии многочисленна азиатская диаспора недавних иммигрантов. Сельские регионы Альберты и Манитобы концентрируют значительное количество потомков европейских иммигрантов украинского, немецкого и скандинавского происхождения. Украинцы Канады долгое время составляли большинство населения региона, но в последние годы, при сохранении своей культуры, они всё больше и больше ассимилируются в языковом плане. Основной и единственный официальный язык в регионе — английский (на федеральном уровне и в судах признаётся также французский). Среди языков меньшинств выделаются китайский язык (в Британской Колумбии), украинский язык (в Альберте) и французский язык (в Манитобе). Население региона растёт быстрее, чем Канады в целом. Так, население Альберты выросло с 2001 по 2006 на 10 % благодаря нефтяному буму.

## География
Британская Колумбия лежит у Тихого океана, но Альберта и Саскачеван не имеют побережья. Манитоба имеет выход к Гудзонову заливу на северо-востоке, где расположен порт Черчилл.
Прибрежная область Британской Колумбии и остров Ванкувер, благодаря влиянию Тихого океана, имеют умеренный морской климат с температурами, как на Британских островах. Зима типично влажная, а лето относительно сухое. Эти области имеют самый умеренный климат в Канаде, где температуры редко опускаются далеко ниже нуля. Внутренняя часть провинции более сухая, и зима там холоднее, а лето существенно теплее.
Альберта граничит со Скалистыми горами, и юг провинции получает выгоду от умеренных климатических условий, известных под названием шинук, где тёплые ветра поднимают температуру на достаточный уровень, чтобы получить полную гамму зимних видов спорта и тут же возможности для игры в гольф. Альбертинский климат исключительно изменчив, и температуры, соответствующие погоде с одеждой с короткими рукавами, могут случиться в январе и феврале, тогда как в августе часто выпадает снег.
Саскачеван и Манитоба вместе подвержены исключительным климатическим условиям, хотя Манитоба страдает от них больше, чем её сосед. Зима в обеих провинциях может быть очень суровой, с арктическими ветрами и температурами 40 °C ниже нуля. Максимальные зимние температуры варьируют в среднем от −10 °C до −15 °C. Исключительный климат в Манитобе привёл к появлению прозвища Winterpeg для её столицы Виннипега. По контрасту лето может быть крайне тёплым с температурами, превышающими 35 °C.

## Крупнейшие агломерации
- Ванкувер (Британская Колумбия; 2,313 млн)
- Калгари (Альберта; 1,214 млн)
- Эдмонтон (Альберта; 1,159 млн)
- Виннипег (Манитоба; 730 тыс.)
- Виктория (Британская Колумбия; 344 тыс.)
- Саскатун (Саскачеван; 260 тыс.)
- Реджайна (Саскачеван; 210 тыс.)

## Политические взгляды
В канадской политике выражение «Запад» часто используется как синоним предположительно консервативных склонностей западноканадцев, по контрасту с условным прогрессизмом Центральной Канады. Прибрежные области Британской Колумбии являются исключением из правил, как и город Виннипег в Манитобе, обычно намного менее консервативные. Новая демократическая партия (НДП, федеральная социал-демократическая партия) зародилась в канадских Прериях и пользуется значительной поддержкой в Манитобе и Саскачеване, а также в Британской Колумбии, хотя в последние годы партия относительно активнее направилась в сторону центра, особенно в Саскачеване.
С мая 2005 провинциальное правительство Британской Колумбии формирует Либеральная партия Британской Колумбии (намного правее федеральной Либеральной партии и ближе к Консервативной партии). Власть в Альберте находится у прогрессистов-консерваторов, в Саскачеване у правоцентристской Саскачеванской партии, в Манитобе — у Новой демократической партии.
Западные провинции представлены в Парламенте Канады 92 депутатами в Палате общин (Британская Колумбия — 36, Альберта — 28, Саскачеван и Манитоба — по 14) и 24 сенаторами (6 от каждой провинции). Из 92 депутатов в Палате общин на федеральных выборах 2011 у консерваторов 72, новодемократов 15, либералов 4 и «зелёных» 1. Эти провинции самые настойчивые в своих призывах к реформам в Сенате, где, как они считают, перепредставлены Онтарио, Квебек и приморские провинции.
Климатические и экономические условия поспособствовали чистой эмиграции из Манитобы и Саскачевана в Альберту и Британскую Колумбию, где экономика более сильна. Например, нынешнее население Саскачевана ненамного больше, чем зафиксировала перепись 1931 года.